# Fondaco dei Turchi
Fondaco dei Turchi (wen. Fontego dei Turchi, pol. Skład Turków, Hotel Turków) – budynek o charakterze pałacowym, położony w Wenecji, w dzielnicy (sestiere) Santa Croce nad Canal Grande. Zbudowany pierwotnie w XIII wieku dla rodziny Pesaro został w 1621 roku oddany w dzierżawę kupcom tureckim, od których wziął swoją nazwę. Od 1923 roku jest siedzibą muzeum przyrodniczego Museo di Storia Naturale di Venezia.

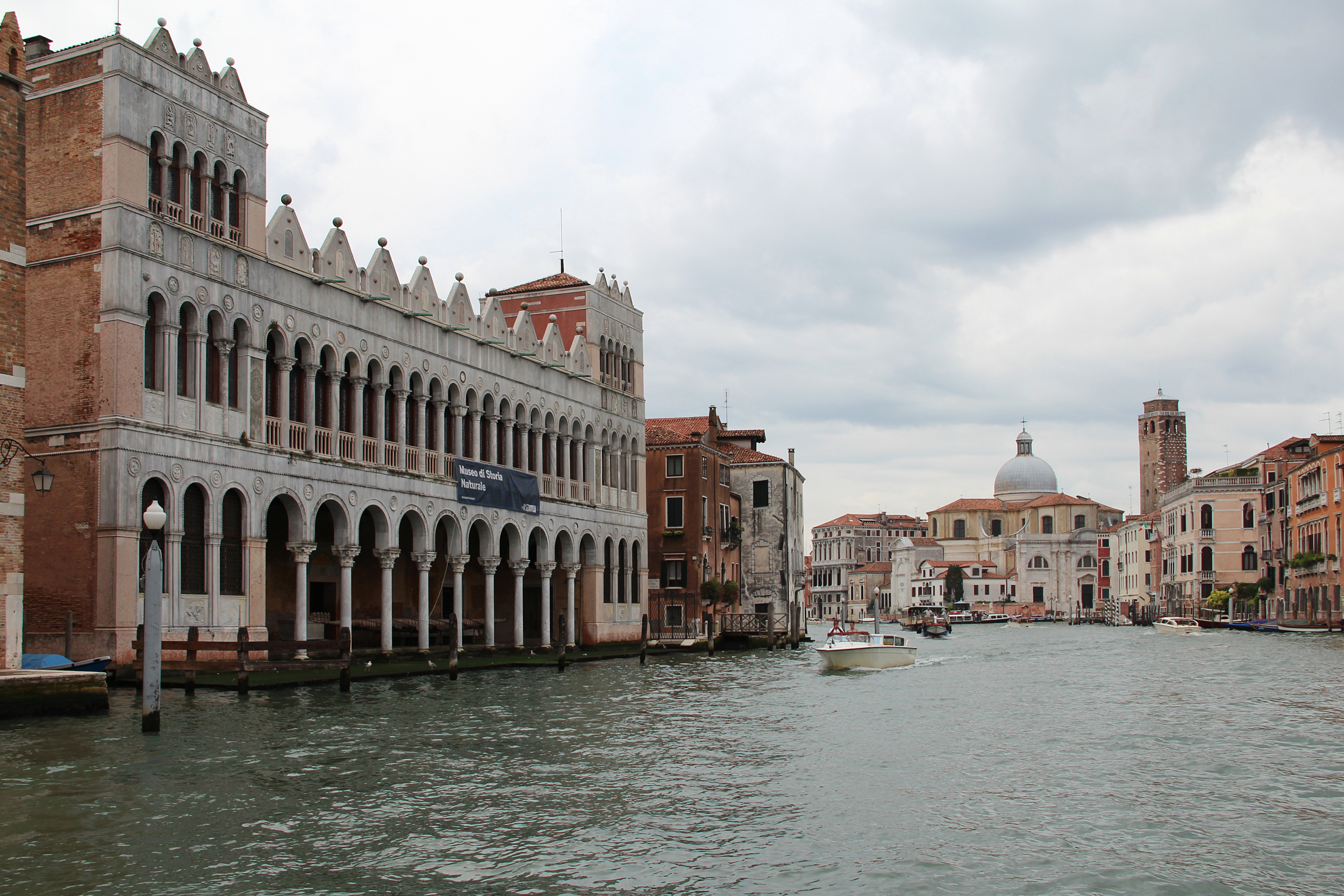
Fondaco dei Turchi, po francusku „L’entrepôt des Turcs”, budynek w stylu wenecko-bizantyjskim zbudowany w XIII wieku i odrestaurowany w 1870 roku, położony w Santa Croce sestiere na prawym brzegu Canal Grande w Wenecji we Włoszech.

## Historia

### Pałac rodzin Pesaro i Este
Pałac został zbudowany prawdopodobnie około 1225 roku z inicjatywy Giacoma Palmieri, konsula wolnego miasta Pesaro, protoplasty rodziny Pesaro. Ta kupiecka rodzina, która zasiliła szeregi nowej szlachty weneckiej, zgromadziła wielkie bogactwa, dzięki którym mogła sobie pozwolić na budowę dwóch prestiżowych domów: gotyckiego pałacu Orfei w San Beneto oraz pałacu Ca’ Pesaro, wzniesionego przez Baldassare Longhenę nad Canal Grande. Według pierwotnego planu fasada budynku flankowana była dwiema wieżami, co było częstym elementem architektonicznym weneckich pałaców z XIII wieku. Szeroki portyk wgłębny z dostępem do wody, najbardziej obszerny w Wenecji po portyku zbudowanego później Pałacu Dożów, okazał się bardzo przydatny do załadunku i rozładunku towarów, dzięki czemu budynek później stał się rezydencją kupców. Od samego początku uchodził on za jeden z najbardziej prestiżowych obiektów spośród tych, których fasady wychodziły na Canal Grande. Z tego powodu Senat Wenecji kupił go w 1381 roku za 10 tysięcy złotych dukatów, by przekazać go następnie Mikołajowi II d’Este, markizowi Ferrary, w charakterze nagrody za lojalność wobec Republiki Weneckiej podczas wojny pod Chioggią, którą toczyła ona z Republiką Genui. Od tego czasu budynek był kilkakrotnie przekazywany i odbierany rodzinie Este, w zależności od stosunków między rodziną a władzami Republiki. W 1509 roku po tym, jak Alfons I d’Este przystał do antyweneckiej Ligi w Cambrai, budynek został skonfiskowany i przekazany papieżowi Juliuszowi II, który przeznaczył go na siedzibę nuncjusza apostolskiego w Republice. Później pałac przeszedł w ręce papieża Leona X, który z kolei przekazał go prałatowi Altobello Averoldo. W 1527 roku, gdy rodzina Este po raz kolejny sprzymierzyła się z Wenecją, władze Republiki ponownie przekazały jej budynek. W posiadaniu Este budynek pozostał aż do roku 1602, kiedy Cezar d’Este przekazał go kardynałowi Aldobrandiniemu, a ten z kolei sprzedał go w 1618 roku Antoniowi Priuli, wybranemu tym roku dożą Wenecji.

### Fondaco dei Turchi
W 1621 roku budynek stał się siedzibą kupców tureckich. W tym czasie przebudowano go tak, aby oddzielić jego funkcję handlową od mieszkalnej; apartamenty kupców zajmowały 3 piętra, natomiast na parterze znajdowały się sklepy, pomieszczenie przeznaczone na meczet oraz pokój przystosowany do rytualnych kąpieli. Kupcy tureccy sprowadzali ze Wschodu olej, wełnę, skórę, wosk i tytoń (od 1700), wymieniając je następnie na inne towary. W efekcie VI wojny wenecko-tureckiej (1645–1669) handel ze Wschodem załamał się, przychody z czynszów płaconych przez lewantyńskich kupców spadły, a budynek zaczął popadać w ruinę. Kupcy tureccy użytkowali jednak Fondaco aż do 1838 roku. W tym samym roku Leonardo Manin, spadkobierca rodziny Pesaro, sprzedał go przedsiębiorcy Busettowi.

### W posiadaniu Rady Miasta Wenecji
W 1858 roku Austriacy odrestaurowali budynek. W 1860 roku Rada Miasta Wenecji kupiła budynek za 80 tysięcy florenów austriackich. W 1865 roku ulokowano w nim siedzibę Museo Correr. W 1869 roku budynek poddany został gruntownej restauracji, rozpoczętej według projektu Federica Bercheta i trwającej około pół wieku, której celem było przywrócenie budynkowi jego oryginalnego stylu bizantyńskiego i odtworzenie dekoracji ściennych przy pomocy detali architektonicznych pochodzących z odzysku lub tylko stylizowanych na dawne elementy rzeźbiarskie.

#### Museo di Storia Naturale
W 1923 roku, z inicjatywy Giorgia Silvia Coena, powstało Muzeum Historii Naturalnej, poświęcone początkowo faunie i florze weneckiej. W pałacu znajdują się obecnie różne weneckie kolekcje naukowe, pochodzące z muzeum Correra, jak te należące do dell’Istituto Veneto di Scienze, Lettere ed Arti, prywatnej kolekcji hrabiego Alessandra Pericle Ninni oraz inne. W 1983 roku w pałacu znalazła się kolekcja entomologiczna Giordaniego Soiki, w 1986 – kolekcja przyrodnicza Bisacco Palazzi, a w 1993 – kolekcja ziół Cesari. W jednym z działów, zatytułowanym „Na szlaku życia”, poświęconym skamieniałościom i paleontologii, wyróżnia się sala ze szkieletem uranozaura, odkrytym w 1973 roku przez wyprawę do wschodniego Nigru, na czele której stał pochodzący z Wenecji paleontolog Giancarlo Ligabue.

## Architektura

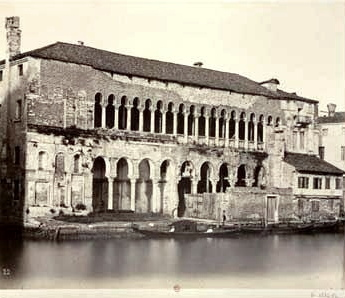
Fondaco dei Turchi przed restauracją (fotografia Carla Nayi)

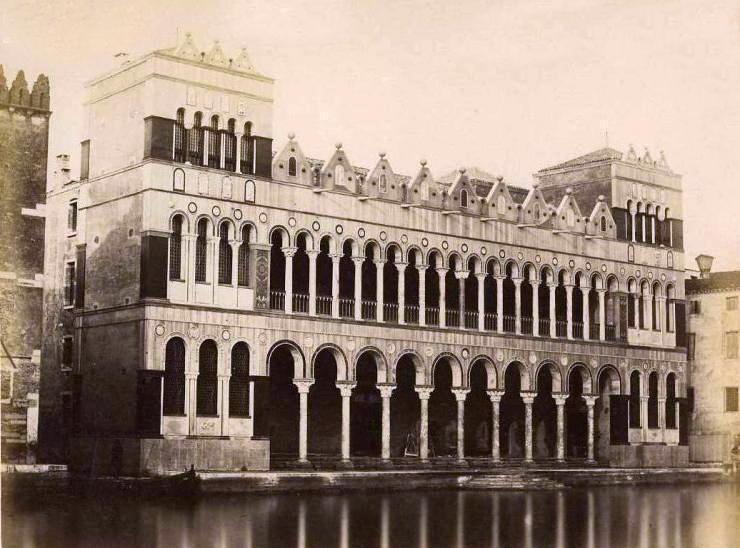
Fondaco dei Turchi tuż po zakończonej restauracji (fotografia Carla Nayi)

Po zakończeniu prac rekonstrukcyjnych Fondaco dei Turchi odzyskał swoją pierwotną wysokość. Jest utrzymany w stylu wenecko-bizantyńskim, który charakteryzował XIII-wieczną architekturę wenecką. Jest obiektem dwukondygnacyjnym, którego główna fasada wychodzi na Canal Grande. Parter tworzy portyk wgłębny, złożony z 10 arkad zamkniętych półokrągłymi łukami, piętro natomiast – loggia, otwierająca się na zewnątrz 18 łukowymi arkadami, mniejszymi od tych na parterze. Całość nawiązuje do pierwotnej fasady. Do dawnego wyglądu budynku nawiązał Barchet rekonstruując również obie boczne wieżyczki, flankujące fasadę, a wyburzone niegdyś na zlecenie Senatu. Mają one po trzy kondygnacje. Na szczycie fasady architekt dodał merlony, widoczne na XVI-wiecznych rycinach, ale nieistniejące w pierwotnym budynku. Na dekoracje zewnętrzne składają się liczne patery, rzeźby i gzymsy, pochodzące bądź z odzysku bądź inspirowane tylko architekturą bizantyńską. Duży wewnętrzny dziedziniec na planie prostokąta, na który wychodziły liczne pokoje pałacu, został całkowicie przebudowany, wzdłuż obu jego dłuższych ścian parteru zbudowano portyk wgłębny, otwierający się na zewnątrz półokrągłymi arkadami.